# Kościół Niepokalanego Serca Najświętszej Maryi Panny w Szklarskiej Porębie
Kościół Niepokalanego Serca Najświętszej Maryi Panny – rzymskokatolicki kościół filialny należący do parafii Bożego Ciała w Szklarskiej Porębie.

## Historia
Jest to dawna świątynia ewangelicka wzniesiona według projektu i pod nadzorem Christiana Feistesa, inspektora budowlanego zarządu dóbr rodziny Schaffgotschów. W listopadzie 1755 roku, czyli w niewiele ponad rok od rozpoczęcia prac budowlanych, świątynia została poświęcona. W 1759 roku w kościele zostały zamontowane pierwsze organy. Dalsza rozbudowa świątyni prowadzona była w latach 1786–1787, o czym informuje data "1786" wykuta na zworniku nad drzwiami prowadzącymi od strony północnej. Budowla otrzymała dodatkowe wyposażenie takie jak: zawieszony przed ołtarzem głównym wielki lichtarz misternie wykonany z bezbarwnego szkła ołowiowego i ufundowany przez szklarskoporębskich hutników i szlifierzy, który został wykonany pomiędzy 1770 a 1790 rokiem, drewniana chrzcielnica, kazalnica i liczne obrazy. W 1821 roku Carl Anton Mallickh, mistrz budowlany rodziny Schaffgotschów zbudował od strony zachodniej wieżę w stylu klasycystycznym nakrytą barokowym dachem hełmowym z podwójną latarnią. Na wieży zostały zawieszone trzy spiżowe dzwony podarowane w 1826 roku przez króla Prus Fryderyka Wilhelma III, które po raz pierwszy zabrzmiały w noc sylwestrową 1826/1827 roku. W 1859 roku zostały ufundowane nowe organy kupione w dużej części ze skromnych ofiar parafian i zostały zbudowane przez firmę braci Schlag ze Świdnicy. 

## Wyposażenie
Organy posiadają 21 regestrów muzycznych: 4 górne, 11 dolnych i 6 pedałów nożnych i zachowały oryginalny stół gry. Organy te działają do dziś. Po zakończeniu II wojny światowej świątynia zachowała pierwotne wyposażenie wnętrza w stanie nietkniętym i odtąd jest używany przez parafię rzymskokatolicką Bożego Ciała jako kościół filialny.